# Trias
| Trias pred 251.902–201.3 milijoni let PreЄ Є O S D C P T J K Pg N |                                                   |
| Srednja vrednost atmosferskega O 2 skozi obdobje | ok. 16 prost. % (80 % sedanje vrednosti)          |
| Srednja vrednost atmosferskega CO 2 skozi obdobje | ok. 1750 ppm (6 krat pred industrijske vrednosti) |
| Srednja površinska temperatura skozi obsobje | ok. 17 °C (3 °C nad sedanjo vrednostjo)           |
| Ključni dogodki triasa-255 —–-250 —–-245 —–-240 —–-235 —–-230 —–-225 —–-220 —–-215 —–-210 —–-205 —–-200 —P ZM e z o z o i kPermT r i a sJuraZ g o d n j iS r e d n j iP o z n iOlenekijIndijAnizijLadinijKarnijNorijRetij ←Veliko izumrtje←Mejno izumrtje Smith-Spatha←Karnijska dežna sprememba←Dokončno okrevanje lesenih dreves←Vrnitev premoga←Skleraktinijske korale & kalcifirane spužve←Izumrtje trias–juraPribližna časovna lestvica ključnih dogodkov triasa. Lestvica: pred milijoni let. (OPOMBA: Bele povezave so le za berljivost. Še vedno vodijo na članke.) |                                                   |

Trias ali triada je prvo geološko obdobje v mezozoiku. Začelo se je pred 248 milijoni let ob koncu perma in se končalo pred 202 milijoni let, sledi mu jura. Tako začetek kot konec te dobe sta zaznamovana z velikima izumrtjem.
Obdobje je poimenovano po morfologiji kamnin, ki so se v treh zaporednih obdobjih razvile na tri različne načine. Trias so najprej raziskovali v Nemčiji, kjer so nastajale kamnine sprva v plitvem morju, potem v polslani in slani vodi. V mediteranski geosinklinali pa so se ustvarjale drugačne usedline. Najprej so se usedale v plitvem morju, kjer so nastali skrilavci, pogosto rdeče barve -verfenski skrilavci. Potem je morje postalo globlje in usedali so se apnenci, dolomiti in laporji. Srednji del triasa označuje živahno vulkansko delovanje, zaradi česar je prišlo do orudenja npr. tudi v Sloveniji v Idriji, Mežici in Rablju. Istočasno so se usedali tudi glinasti vengenski skladi, v katerih je vloženega mnogo tufa. Zadnji del triade se prične z značilnimi rabeljskimi skladi, ki so že razviti kot laporji, glinasti skrilavci in apnenci. Ko se je morje zopet poglobilo, so se odlagale karbonatne kamnine - dahštajnski apnenec in zgornjetriadni dolomit. Slovensko ozemlje se kaže v tem času kot zelo nemirno.

## Obdobja
Trias je običajno razdeljen v zgodnji, srednji in pozni trias. Favnalne faze od najmlajših do najstarejših pa so:
| Zgornji trias/pozni trias (Tr3)      |                                |
| Rhaecij                              | (203,6 ± 1,5 – 199,6 ± 0,6 Ma) |
| Norij                                | (216,5 ± 2.0 – 203,6 ± 1,5 Ma) |
| Karnij                               | (228,0 ± 2,0 – 216,5 ± 2,0 Ma) |
| Srednji trias (Tr2)                  |                                |
| Ladinij                              | (237,0 ± 2,0 – 228,0 ± 2,0 Ma) |
| Anisij                               | (245,0 ± 1,5 – 237,0 ± 2,0 Ma) |
| Spodnji trias/zgodnji trias (Skitij) |                                |
| Olenekij                             | (249,7 ± 0,7 – 245,0 ± 1,5 Ma) |
| Induan                               | (251,0 ± 0,4 – 249,7 ± 0,7 Ma) |

## Paleogeografija
Med obdobjem triasa je bilo skoraj vse kopno skoncentrirano v eni nadcelini, osredotočenem bolj ali manj na ekvatorju, imenovanem Pangea. Od vzhoda Pangea se je začel velik zaliv, morje Tetida. Z odpiranjem proti zahodu v srednjem triasu, se je krčil Paleo-Tethys ocean, ki je kopno obdajal v času paleozoika. Preostale obale so bile obkrožene z oceanom, znanim kot Panthalassa (»vse morje«). Vsi globokooceanski sedimenti, nastali v triasu so izginili s subdukcijo oceanskega plošč, zato je zelo malo znanega o triasu na odprtem oceanu. Super kontinent Pangea se je v obdobju triasa nagubal, še posebej v poznem obdobju, vendar se kontinenti še niso začeli ločevati. Prvi nemorski sedimenti na grebenih so nakazovali začetek razpada Pangee. Triasni morski ostanki so v Evropi relativno redki, čeprav se je trias tukaj najprej raziskoval. V Severni Ameriki so morski ostanki omejeni na nekaj območij na zahodu. Tako stratigrafija triasa temelji predvsem na organizmih, ki so živeli v lagunah in slanih okoljih, kot so raki Estheria. Pozno triasne fosile najdemo po vsej Afriki, vendar so bolj pogosti na jugu kot severu. V Geoparku Paleorrota, Rio Grande do Sul, Brazilija, so nekatere formacije precej izpostavljene. V teh sestavah so našli enega prvih dinozavrov Staurikosaurus, kot tudi prednike sesalcev Brasilitherium in Brasilodon.

## Podnebje
Podnebje je bilo sprva suho in toplo kot v permu, pozneje pa je postajalo čedalje bolj vlažno.
V triasu je bilo podnebje na splošno vroče in suho. Ni dokazov o poledenitvah na ali blizu polov, polarna območja so bila očitno vlažna in zmerna, podnebje pa primerno za gozdove in vretenčarje, vključno s plazilci. Ocean je imel na ogromno Pangeo omejen vpliv. Njeno celinsko podnebje je bilo močno sezonsko, z zelo vročimi poletji in mrzlimi zimami, kontrast med super kontinentom in svetovnim oceanom je bil velik, kar je sprožalo intenzivne ekvatorialne monsune.  The strong contrast between the Pangea supercontinent and the global ocean triggered intense cross-equatorial monsoons.
Čeprav so bila v triasu večinoma suha obdobja, vsaj v tropskih in subtropskih širinah okoli morja Tetida, obstajajo dokazi, da so bila suha obdobja prekinjena z več obdobji povečane količine padavin. Usedline in fosili, ki nakazujejo bolj vlažno podnebje so znani iz Anisianskih in Ladinijskih plasti, Karnijskega in Retijskega območja, tudi Borealnih plasti (npr. Svalbard otoki), severnoameriške celine, južne Kitajske in Argentine.
Najbolje raziskana epizoda vlažnega podnebja in verjetno najbolj intenziven in razširjen je karnijski pluvialni dogodek. Ta epizoda je najdena v plasteh Tetide, šlo naj bi za nenaden vnos sedimentov iz celin, povečanje fosilnih rastlin in smole (jantar) v sedimentih in krizo karbonatnih platform. Podobne učinke so zaznali tudi na drugih krajih po vsem svetu.

## Biodiverziteta
Tri vrste organizmov lahko evidentiramo v triasu: ostanki iz obdobja perm-trias in so izumrli, nove skupine, ki so živele kratek čas in druge nove skupine, ki so prevladovale v mezozoiku.

### Rastlinstvo
Na kopnem je flora v začetnem obdobju revna, največ je sagovcev in praproti (Macrotaeniopteris magnifolia). V vodi so se množile alge iz rodov Diplopora in Gyroporellain gradile apnence. Pozneje se pojavijo tudi prvi iglavci.

### Živalstvo
Med živalmi so na kopnem so v tem času prevladovali zavri (iz grščine deinós = strašen in sauros = kuščar). Že zgodaj sta se ločili in se razvijali vzporedno dve skupini dinozavrov. Prvi, tj. dinozavri, so imeli kolčne kosti zraščene, kot jih imajo današnji ptiči. Druga plazilska skupina pa je živela v vodi in je imela kolčne kosti zraščene, kot jih imajo še danes krokodili, znanstveniki so jih poimenovali fitozavri. Na kopnem so živeli tudi številni zverozobci in majhni kuščarjem podobni plazilci (Rhynchocephalia). Proti koncu dobe so se pojavili tudi vodni pleziozavri in ihtiozavri. Poglavitni v kamnine vtisnjeni fosili iz te dobe so amoniti, pri katerih razlikujemo rodove Ceratites, Arpadites in Trachyceras, ter školjke in ramenonožci. V tej dobi se pojavijo tudi prvi sesalci.

## Trias-jura dogodek izumrtja
Obdobje triasa se konča z množičnim izumrtjem, kar je bilo še posebno izrazito v oceanih. Kkonodonti, vsi morski plazilci razen ichthyozavrov in plesiozavrov so izginili. Resno so bili prizadeti nevretenčarji (ramenonožci, polži in školjke). V oceanih je 22% morskih družin in morda približno polovico morskih rodov izginilo, trdi paleontolog Jack Sepkoski z University of Chicago.
Kaj je povzročilo izumrtje v triasu ni mogoče z gotovostjo dokazati. Morda ogromen vulkanski izbruhi, ki je nastal kot posledica pričetka razpadanja super kontinenta Pangea pred približno 202-191 milijona let in posledično zatemnitev in ohladitev. Drugi možni vzrok je bil trk izvenzemeljskega telesa.